# Клифтон (Охајо)
Клифтон (енгл. Clifton) град је у америчкој савезној држави Охајо.

## Демографија
По попису из 2010. године број становника је 152, што је 27 (-15,1%) становника мање него 2000. године.
| Група             | 2000.       | 2010.       |
| Белци             | 159 (88,8%) | 134 (88,2%) |
| Афроамериканци    | 3 (1,7%)    | 4 (2,6%)    |
| Азијати           | 0 (0,0%)    | 2 (1,3%)    |
| Хиспаноамериканци | 0 (0,0%)    | 6 (3,9%)    |
| Укупно            | 179         | 152         |